# Martins (Uberlândia)
Martins é um bairro da Zona Central de Uberlândia.
- É formado pelos loteamentos Higino Guerra, Vila de Fátima (parte), Vila de Fátima II (parte), Vila Osvaldo (parte) e Custódio da Costa Pereira.[1][2]

## O bairro
- O Martins é um dos principais bairros de Uberlândia.
- Tem um forte comércio em suas principais ruas e avenidas, entre elas, destacamos as avenidas Getúlio Vargas, Vasconcelos Costa, Belo Horizonte, Fernando Vilela, João Pessoa e Raulino Cotta Pacheco, além das ruas Alexandre Márquez, Arthur Bernardes, Rodrigues da Cunha e Carmo Gifoni.[3][4]
- O bairro abriga também, o maior centro de distribuição dos Correios na cidade.
- Na Avenida Engenheiro Diniz com a Rua Arthur Bernardes, tem um prédio histórico da antiga Reitoria da UFU. E ao lado, tem a Igreja Nossa Senhora de Fátima.[5][6][7]
- Na avenida Vasconcelos Costa, tem um dos centros comerciais mais antigos de Uberlândia, o Shopping Centersul.

## Saúde
- O bairro Martins conta com diversos locais de saúde, dentre eles, um grande complexo hospitalar, localizado na Avenida Vasconcelos Costa, que antigamente era a Santa Casa de Misericórdia, hoje Santa Genoveva.[8][9]

## Educação
- Tem diversos colégios e faculdades particulares, além das escolas estaduais Ignácio Paes Leme, Tubal Vilela da Silva e Doutor Duarte Pimentel de Ulhoa.[10]

## Áreas verdes e Rodoviária
- A principal área verde do bairro Martins, é a Praça Nicolau Feres.
- Outra que destacamos, é a Praça da Bíblia, em frente ao Terminal Rodoviário Castelo Branco.[11]